# Jan I. z Vartenberka
Jan I. z Vartenberka (dle Otty též Jan ze Stráže, † 5. ledna 1316) byl český šlechtic z rodu Vartenberků. V letech 1308–1310, za vlády českého krále Jindřicha Korutanského, snad zastával úřad nejvyššího číšníka Českého království. Rok před svou smrtí byl krátce také moravským zemským hejtmanem.

## Život
Jan I. z Vartenberka byl zakladatel děčínské větve rodu Vartenberků. Po svém otci Benešovi I. z Vartenberka zdědil panství Stráž (Vartenberk) a Ralsko.
Proslavil se na podzim roku 1304, když se svým přítelem Jindřichem z Lipé statečně hájili chabě opevněné Hory Kutné proti císaři Albrechtovi. Kolem roku 1305 mu král Václav II. věnoval Děčín.
V letech 1307 a 1309 se Jan z Vartenberka aktivně účastnil politického i válečného dění. V únoru 1309 byl v Sedlci spolu s Jindřichem z Lipé zajat při spiknutí měšťanů proti šlechtě. Když začala česká šlechta připravovat sňatek Elišky Přemyslovny, pomohl Elišce uniknout z Prahy do Nymburka a poté v roce 1310 odcestoval k císaři Jindřichu VII. a účastnil se jednání o přijetí jeho syna Jana za českého krále.
V roce 1313 Jan I. z Vartenberka získal Trutnov. Od Jana Lucemburského dostal moravská panství Teleč, Veveří, Bzenec a Hradec a roku 1315 ho král učinil moravským zemským hejtmanem. Když však král v témže roce nechal uvěznit Jindřicha z Lipé, postavil se proti němu. V následných bojích byl smrtelně zraněn při obléhání Kostelce Mikuláše z Potštejna.

## Potomci
Jan I. z Vartenberka měl syny Vaňka, Jana a Beneše, kteří založili nové pošlosti [zdroj?].